# Sandkärr
Sandkärr är en bebyggelse i Morups socken norr om Glommen i Falkenbergs kommun vid kusten. Området var från 2000 till 2015 av SCB klassat som en småort med namnet Sandkärr och del av Rosendal. Området räknade från 2015 som en del av tätorten Glommen. Vid avgränsningen 2020 blev den åter klassad som en separat småort